# Stéphane Peyrot
 (avril 2021).
La mise en forme du texte ne suit pas les recommandations de Wikipédia : il faut le « wikifier ».
Les points d'amélioration suivants sont les cas les plus fréquents. Le détail des points à revoir est peut-être précisé sur la page de discussion.
- Les titres sont pré-formatés par le logiciel. Ils ne sont ni en capitales, ni en gras.
- Le texte ne doit pas être écrit en capitales (les noms de famille non plus), ni en gras, ni en italique, ni en « petit »…
- Le gras n'est utilisé que pour surligner le titre de l'article dans l'introduction, une seule fois.
- L'italique est rarement utilisé : mots en langue étrangère, titres d'œuvres, noms de bateaux, etc.
- Les citations ne sont pas en italique mais en corps de texte normal. Elles sont entourées par des guillemets français : « et ».
- Les listes à puces sont à éviter, des paragraphes rédigés étant largement préférés. Les tableaux sont à réserver à la présentation de données structurées (résultats, etc.).
- Les appels de note de bas de page (petits chiffres en exposant, introduits par l'outil «  Source ») sont à placer entre la fin de phrase et le point final[comme ça].
- Les liens internes (vers d'autres articles de Wikipédia) sont à choisir avec parcimonie. Créez des liens vers des articles approfondissant le sujet. Les termes génériques sans rapport avec le sujet sont à éviter, ainsi que les répétitions de liens vers un même terme.
- Les liens externes sont à placer uniquement dans une section « Liens externes », à la fin de l'article. Ces liens sont à choisir avec parcimonie suivant les règles définies. Si un lien sert de source à l'article, son insertion dans le texte est à faire par les notes de bas de page.
- La présentation des références doit suivre les conventions bibliographiques. Il est recommandé d'utiliser les modèles {{Ouvrage}}, {{Chapitre}}, {{Article}}, {{Lien web}} et/ou {{Bibliographie}}. Le mode d'édition visuel peut mettre en forme automatiquement les références.
- Insérer une infobox (cadre d'informations à droite) n'est pas obligatoire pour parachever la mise en page.

Pour une aide détaillée, merci de consulter Aide:Wikification.
Si vous pensez que ces points ont été résolus, vous pouvez retirer ce bandeau et améliorer la mise en forme d'un autre article.
Stéphane Peyrot est un pianiste, compositeur, orchestrateur et arrangeur français, né le 4 avril 1980 à Bordeaux. Ancien pédagogue, il partage aujourd'hui son temps entre la création pour divers ensembles instrumentaux et la musique de films dans un studio crée en 2016 sur le Bassin d’Arcachon.

## Biographie
Stéphane Peyrot commence l’apprentissage du piano très jeune, à ses cinq ans. Lors de sa formation musicale (qu’il entreprend dans plusieurs écoles pour finir au conservatoire), il affirme un gout prononcé pour l’improvisation. C’est ainsi que tout naturellement, et parallèlement à ses études de musique classique, il se dirigera vers le Jazz, qu’il découvre au travers de divers professeurs à l’IREM puis au CIAM.
Très vite, la composition se révèle devenir un moyen d’expression incontournable et intimement lié à l’improvisation qu’il pratique régulièrement lors de divers concerts. Au tout début des années 2000, dans des salles de cinéma de l’agglomération Bordelaise, il donne une série de concerts totalement improvisés sur des films de Charlie Chaplin ou Buster Keaton, dans la plus pure tradition cinématographique du film muet de l’époque. Un piano dans une salle de cinéma avec pour seule inspiration les images diffusées en noir et blanc… Cette série de concerts à vocation pédagogique pour diverses écoles publiques de la région, fait naitre en ce jeune pianiste de l’époque une passion dévorante pour la musique et sa relation intime à l’image. 
Afin de parfaire sa technique, il entreprend au Conservatoire National de Région de Bordeaux des études d’Harmonie, Contrepoint et Fugue aux côtés de Patrice De Faccio mais également de Composition Instrumentale et Analyse auprès de Jean-Yves Bosseur. À l'issue de ce cursus il obtiendra plusieurs médailles d’or. Admis à l’École Normale Supérieure de Musique Alfred Cortot à Paris, il y suit le cursus d’Orchestration aux côtés du professeur Michel Merlet.
Très rapidement il compose pour divers ensembles instrumentaux avec comme œuvres notables un concerto pour Piano et Orchestre pour l’Orchestre d’Harmonie de Bordeaux interprété au Théâtre Fémina ainsi qu’une pièce originale pour la concertiste Mieko Miyazaki.
Depuis, Stéphane Peyrot a composé la musique originale de nombreux films avec notamment pour la télévision des documentaires pour France 2, France 3, France 5, Arte, Canal+ et diverses chaines du câble.
En 2010, il entreprend une collaboration avec le producteur et éditeur Eric Debègue qui l'accompagne depuis en promouvant ses œuvres dans son catalogue éditorial.
En 2016, il participe à la création de la musique originale de son premier long métrage en tant qu'arrangeur, orchestrateur et pianiste, dont la sortie en salle est programmée au cours de l'année 2017.
Stéphane Peyrot partage actuellement son temps entre la création pour divers ensembles instrumentaux et la musique de films dans un studio d'enregistrement, Studio du Bassin, crée en 2019 sur le Bassin d’Arcachon.

## Filmographie

### Année 2010
- Le messager de Lascaux [2], de Bernard Férié - Compositeur & Interprète - France 3 - Documentaire fiction
- Soleil d'Orient [3], de Antoine Laura - Compositeur & Interprète - France 3 - Documentaire

### Année 2011
- Molène fait son cinéma [4], - Compositeur & Interprète - France 3 - Magazine

### Année 2012
- Expédition Grand Rift [5],[6], de Loïc et Geoffroy de La Tullaye - Compositeur & Interprète - France 5 - Série de documentaires

- L'énigme TITANIC (Titanic, l'ultime scénario) [7],[8],[9], de Herlé Jouon[10] - Compositeur & Interprète - Arte - Documentaire

### Année 2013
- Argentine : les 500 bébés volés de la dictature [11],[12], de Alexandre Valenti[13] - Compositeur & Interprète - France 5 - Documentaire fiction
- Une pensée du Courneau [14], de Serge Simon - Compositeur & Interprète - France 3 - Documentaire fiction
- Au cœur de la tempête [15], de Nicolas Cennac et Jérôme Mignard - Compositeur & Interprète - France 3 - Documentaire
- Opération Lune : l'épave cachée du Roi Soleil [16], de Pascal Guérin et Herlé Jouon[10] - Compositeur & Interprète - Arte - Documentaire fiction
- Au pays des droits de l'homme [17], de Frédéric Chignac - Compositeur & Interprète - France 3 -  Documentaire
- Nos enfants dans le désordre [18], de Bernard Martino - Compositeur & Interprète - France 3 - Documentaire
- Pêcheurs des extrêmes [19], de Herlé Jouon[10] - Compositeur & Interprète - France 3 - Documentaire

### Année 2014
- Libertalia : le rêve pirate [20], de Herlé Jouon[10] - Compositeur & Interprète - France 3 - Documentaire fiction
- Signal de Fin [21], de Frédéric Chignac - Compositeur & Interprète - France 3 - Magazine
- Bretagne, la promesse des îles [22], de Herlé Jouon[10] - Direction, Compositeur & Interprète - France 3 - Documentaire
- Un si joli mensonge [23], de Alain Schwartzstein[24] - Arrangeur, Orchestrateur & Interprète, Musiques Additionnelles - France 2 - Fiction TV
- Dans l'œil du croco [25], de F. Grangette et JM Barrère - Compositeur & Interprète - France 3 - Magazine

### Année 2015
- Il était une fois l'Arctique [26], de Christophe Cousin - Direction, Compositeur & Interprète - France 3 - Documentaire
- Le climat, les hommes et la mer [27], de Christophe Cousin - Direction, Compositeur & Interprète - France 3 - Documentaire
- Sur le chemin de l'école Buissonnière [28], de Christophe Cousin - Compositeur & Interprète - France 5 - Documentaire
- La véritable histoire du radeau de la méduse [29], de Herlé Jouon[10] - Direction, Compositeur & Interprète - Arte - Documentaire fiction
- Méditerranée : les îles mystérieuses [30], de Herlé Jouon[10] et Antoine Laura - Compositeur & Interprète - France 3 - Documentaire
- Objectif Mont Blanc, sur les traces d'un géant [31], de Vincent Pérazio[32] - Direction, Compositeur & Interprète - Arte - Documentaire
- Au Pays basque, entre Bayonne et Saint Sébastien [33], de Jerome Mignard & Véronique Préau - Compositeur & Interprète - France 3 - Documentaire
- Le procès de l'impossible [34], de Jean Bonnefon et Antoine Laura - Compositeur & Interprète - France 3 - Documentaire
- Un œil sur vous, citoyens sous vidéosurveillance [35],[36], de Alexandre Valenti[13] - Direction, Compositeur & Interprète - Arte - Documentaire fiction

### Année 2016
- Océans, le mystère plastique[37], de Vincent Pérazio[32] - Compositeur & Interprète - Arte - Documentaire
- Planète FIFA [38], de Jean-Louis Perez - Musiques Additonelles - Arte - Documentaire
- L'angle Eco [39], - Compositeur & Interprète - France 2 - Magazine
- En mer contre Daech [40], de Herlé Jouon[10] - Direction, Compositeur & Interprète - France 3 - Documentaire
- Phares de France, les gardiens de la côte [41], de Herlé Jouon[10] - Direction, Compositeur & Interprète - France 3 - Documentaire
- Entre Sarthe et Mayenne [42], de Jerome Mignard & Véronique Préau - Compositeur & Interprète - France 3 - Documentaire
- Océans, les derniers mystères de la lune [43], de Philippe Lespinasse - Compositeur & Interprète - France 3 - Documentaire

## Œuvres Instrumentales
- Concerto pour piano et orchestre récitant
- Suites pour koto, quatuor à cordes et piano
- Pièces pour quatuor à cordes